# Bâtiment Euroforum
 (juillet 2020).
 Le bâtiment Euroforum (également connu sous le nom d'EUFO ) est un complexe de bureaux utilisé par la Commission européenne dans le quartier de la Cloche d'Or, Gasperich, Luxembourg-Ville, Luxembourg. Il héberge, parmi d'autres services de la Commission européenne, l'Agence d'approvisionnement d'Euratom.

## Histoire
À la suite de la codification du Luxembourg en tant que siège commun de la Commission européenne avec Bruxelles lors du Conseil européen d'Édimbourg de 1992 et en raison des augmentations de personnel créées par les élargissements de l'Union européenne (UE) et des responsabilités accrues de l'institution, la Commission européenne cherche des locaux supplémentaires à Luxembourg-Ville. Depuis 1975, les activités luxembourgeoises de la Commission européenne étaient alors principalement basées dans le bâtiment Jean Monnet (ensuite détruit entre 2016 et 2019 pour laisser place au bâtiment Jean Monnet 2) dans le quartier luxembourgeois de Kirchberg, au nord-est de la ville de Luxembourg. Cet emplacement est promu par le gouvernement luxembourgeois comme base des institutions européennes depuis les années 1960.
La Commission européenne désire louer des bureaux dans le Kirchberg District Centre, un bâtiment à usage mixte en construction dans le nord-est du Kirchberg, mais celui-ci ne sera pas prêt avant 1998 et ne pourra pas couvrir toutes les exigences d'espace. En outre, la Commission européenne est confrontée à la concurrence pour les terrains d'autres institutions européennes basées au Kirchberg. Par conséquent, la Commission européenne décide de louer un bien supplémentaire dans le sud de la ville, dans ce qui était alors le quartier relativement peu développé de Gasperich.
La construction du bâtiment Euroforum, conçu par le cabinet d'architectes Novotny Mähner & Associates, est achevée en 1996 la Commission européenne ayant signé un accord pour la location de bureaux dans le bâtiment le 1er juillet 1995. Jusqu'en 2004, d'autres parties du bâtiment sont occupées par un hôtel, après quoi elles sont converties pour être utilisées comme bureaux supplémentaires par la Commission européenne, qui, en mars 2003, signe  un contrat de location à long terme avec le propriétaire, Euroforum SA,.Cela comprend une option d'achat,.
Le bâtiment Euroforum fait de Gasperich le deuxième pôle - après Kirchberg - des activités de la Commission européenne à Luxembourg-Ville, avec l'institution acquérant ensuite des espaces de bureaux supplémentaires dans le quartier, tels que les immeubles Ariane et Drosbach. Cependant, à la suite de l'achèvement du bâtiment Jean Monnet 2 à Kirchberg, prévu pour 2024, le bureau des infrastructures et de la logistique la Commission européenne prévoit de libérer tous ses locaux actuels à Gasperich à l'exception du bâtiment Euroforum.

## Départements hébergés
Le bâtiment Euroforum accueille les services de la Commission européenne exigeant un "niveau de protection très élevé" y compris l'Agence d'approvisionnement d'Euratom - qui assure l'approvisionnement régulier et équitable en combustibles nucléaires aux utilisateurs de l'UE. Les autres services hébergés dans le bâtiment comprennent la Direction générale des réseaux de communication, du contenu et de la technologie (DG CONNECT); la direction générale de l'énergie (DG ENER); la direction générale des ressources humaines et de la sécurité (DG HR); et la direction générale de la mobilité et des transports (DG MOVE),.

## Caractéristiques
Le bâtiment Euroforum a une superficie totale de 30 285 m² et une surface de plancher nette de 23 389 m², comprend 5 étages hors-sol et a une hauteur estimée à 17,59 m. Il contient 434 bureaux.

## Emplacement
Le bâtiment Eurofoum est situé au 10, rue Robert Stumper à Cloche d'Or, Gasperich, Luxembourg-Ville, Luxembourg.

## Transport
Les services de tramway circulant sur le Boulevard de Kockelscheuer seront disponibles à une courte distance au sud-est du complexe de bureaux depuis l' arrêt de tramway « Ban de Gasperich » à la suite de l'achèvement prévu de la nouvelle ligne de tramway de Luxembourg en 2023. Cela fournira une connexion directe en transports en commun avec le pôle d'activités prédominant de la Commission européenne à Kirchberg.